# Saibai
Saibai est une île australienne située en mer de Corail, plus précisément dans le détroit de Torrès, au nord du Queensland. Elle a la particularité d'être située à 4 km seulement des côtes de la Papouasie-Nouvelle-Guinée. Basse et marécageuse, elle est majoritairement peuplée par des indigènes du détroit de Torrès.

## Géographie
L'île a été formée par l'accumulation de sédiments provenant des rivières papouanes proches (environ 5 km). Elle mesure environ 20 km de long sur 6 km de large. Elle est haute d'un mètre en moyenne et ses sols très marécageux sont couverts de mangrove. Saibai est souvent inondée lors de la saison des pluies pendant laquelle elle reçoit plus de deux mètres d'eau. En revanche, lors de la saison sèche il peut y avoir des pénuries d'eau douce.

## Histoire
La région est habitée depuis au moins 2500 ans, mais l'histoire des habitants n'est connue avec précision qu'à partir de leurs premiers contacts avec les Européens. On sait qu'ils interagissaient avec les populations papoues de la côte et qu'ils étaient souvent en conflit avec les populations Kiwai originaires du fleuve Fly. En 1871, l'arrivée des missionnaires de la London Missionary Society eut d'importantes conséquences, les habitants de l'île se convertirent au christianisme et détruisirent la pierre sacrée qui était censée les protéger de leurs ennemis. Comme le reste des îles du détroit de Torres,  Saibai fut annexée par le Queensland en 1879, l'île rentrant ainsi dans le giron australien qu'elle ne quittera plus. L'île fut touchée par la vague mystique dite du culte du cargo qui toucha la Mélanésie au début du XXe siècle, un culte propre à l'île connu sous le nom de German Wislin émergea et fut pratiqué entre 1913 et 1914. En attendant l'arrivée des markai, les esprits, la population devait s'abstenir de travailler, les esprits étaient censés venir sur Saibai, chasser les blancs et restituer aux indigènes leurs biens volés. L'événement ne survenant pas le culte s'éteignit de lui-même. De graves inondations survenues en 1946 conduisirent une partie de la population de l'île sous la conduite d'un nommé Bamaga Ginau à s'installer sur le continent australien, dans la péninsule du cap York. Ils baptisèrent leur communauté « Bamaga » du nom de celui qui avait dirigé la migration. Cette communauté forte de 774 personnes existe toujours et conserve des liens étroit avec la population restée sur l'île.

## Démographie
Saibai est principalement habité par des indigènes du Détroit de Torres, ils constituent 93,5 % de la population totale qui s'élève à 337 habitants en 2006. Il s'agit d'une population jeune, l'âge médian parmi les indigènes étant de 22 ans. 62 % des habitants ont comme première langue le Kala Lagaw Ya, la langue locale classée selon les auteurs soit comme une langue papoue, soit comme une langue aborigène, l'usage du créole du détroit de Torrès, la langue véhiculaire de la région proche du tok pisin papouan est très répandu, seulement 7,3 % des indigènes parlent uniquement l'anglais dans leur foyer.

## Relations avec la Papouasie-Nouvelle-Guinée
Les habitants de Saibai sont historiquement liés aux populations de la côte papouane située à quelques kilomètres seulement de l'île alors que l'Australie continentale est lointaine, de l'autre côté du détroit. Ces liens historiques sont reconnus par le traité avec la Papouasie-Nouvelle-Guinée qui a fixé les frontières entre les deux pays en 1985. Il y est spécifié que les indigènes du détroit de Torrès et les populations papouanes de la région côtière contiguë doivent avoir la possibilité de poursuivre leurs activités traditionnelles de l'autre côté de la frontière et qu'un passage libre doit leur être assuré ce qui implique que certains Papous peuvent se rendre sans passeport sur Saibai, avant-poste australien tout proche de leurs côtes. Il y aurait environ 50 000 Papous qui profiteraient de ce système pour séjourner en Australie, la majorité se rendant à Saibai. Cela ne va pas sans poser de problèmes étant donné la différence de niveau de vie existant entre l'île australienne et la Province de l'Ouest de l'autre côté de la frontière qui, comme le reste de la Papouasie-Nouvelle-Guinée, est équipée d'infrastructures embryonnaires, notamment en ce qui concerne le système de santé publique, et qui connait une importante criminalité violente et les trafics d'armes et de drogue.